# 18 tháng 10
Ngày 18 tháng 10 là ngày thứ 291 (292 trong năm nhuận) trong lịch Gregory. Còn 74 ngày trong năm.

## Sự kiện
- 1009 – Theo lệnh từ Khalip Al-Hakim bi-Amr Allah của Fatima, Nhà thờ Mộ Thánh bên trong Thành Jerusalem bị phá hủy.
- 1081 – Người Norman đánh bại quân Đông La Mã trong trận Dyrrhachium trên lãnh thổ nay thuộc Albania.
- 1386 – Đại học Heidelberg khai hiệu, đây là trường đại học lâu đời nhất của Đức.
- 1748 – Chiến tranh Kế vị Áo kết thúc với Hòa ước Aix-la-Chapelle; châu Âu phần lớn trở lại tình trạng trước chiến tranh.
- 1851 – Tiểu thuyết Moby Dick của nhà văn Mỹ Herman Melville được xuất bản lần đầu tiên dưới tên The Whale (Cá voi).
- 1867 – Thương vụ Alaska hoàn tất khi Nga chính thức bàn giao lãnh thổ này cho Hoa Kỳ.
- 1922 – Một côngxoocxiom thành lập Công ty Truyền thông Anh Quốc, tức BBC, nhằm cung cấp dịch vụ truyền thống quốc gia.
- 1977 – Khủng hoảng Mùa Thu Đức kết thúc khi những lãnh đạo của Phái Hồng quân chết trong tù, với tuyên bố chính thức là do tự sát.

## Sinh
- 1800 – Lương Thị Nguyện, phong hiệu Thất giai Quý nhân, thứ phi của vua Minh Mạng nhà Nguyễn (m. 1871)
- 1928 – Lâm Ngươn Tánh, tướng lĩnh Hải Quân của Quân lực Việt Nam Cộng hòa, Hải hàm Đề đốc, cấp bậc Thiếu tướng (m. 2018)
- 1933 – Vũ Thư Hiên, nhà văn Việt Nam
- 1952 – Bảo Ninh, nhà văn Việt Nam
- 1987 – Zac Efron, diễn viên người Mỹ
- 1989 - Emily, nữ ca sĩ người Việt Nam
- 1995 – Perawat Sangpotirat, diễn viên, ca sĩ, người mẫu, MC người Thái Lan
- 2003 – Alejandro Balde, cầu thủ bóng đá người Tây Ban Nha
- 2004 – Nattawat Jirochtikul, diễn viên, ca sĩ, người mẫu người Thái Lan

## Mất
- 1840 – Nguyễn Phúc Nhu Thuận, phong hiệu Phong Hòa Công chúa, công chúa con vua Minh Mạng (s. 1819)
- 1853 – Nguyễn Phúc Miên Ngung, tước phong An Quốc công, hoàng tử con vua Minh Mạng (s. 1830)
- 1777 – Định vương Nguyễn Phúc Thuần, một trong những chúa Nguyễn cuối cùng của Đàng Trong (s. 1754).
- 1777 – Nguyễn Phúc Đồng, tước phong Hải Đông Quận vương, anh của vua Gia Long (s. ?).
- 1931 – Thomas Alva Edison, nhà phát minh người Mỹ (s. 1847).